# فلاديمير يوفوفيتش
فلاديمير يوفوفيتش هو لاعب كرة قدم من الجبل الأسود يلعب كمهاجم مع نادي سبورتينج خيخون.

## روابط خارجية
- فلاديمير يوفوفيتش على موقع الاتحاد الدولي (مؤرشف)  (الإنجليزية)
- فلاديمير يوفوفيتش على موقع الاتحاد الأوربي (الإنجليزية)
- فلاديمير يوفوفيتش على موقع قاعدة بيانات كرة القدم.إي يو (الإنجليزية)
- فلاديمير يوفوفيتش على موقع ناشيونال فوتبول تيمز (الإنجليزية)
- فلاديمير يوفوفيتش على موقع Soccerbase.com (لاعب) (الإنجليزية)
- فلاديمير يوفوفيتش على موقع Soccerway.com (الإنجليزية)
- فلاديمير يوفوفيتش على موقع عالم كرة القدم.نت (الإنجليزية)